# Six Feet Under (série télévisée)
Pour les articles homonymes, voir Six Feet Under et Six pieds sous terre.
Six Feet Under ou Six pieds sous terre est une série télévisée américaine en 63 épisodes d'environ 55 minutes créée par Alan Ball et diffusée entre le 3 juin 2001 et le 21 août 2005 sur HBO.
Au Québec, elle est diffusée à partir du 5 octobre 2001 à Super Écran puis rediffusée à partir du 21 juin 2003 sur Séries+ puis en clair à partir du 1er mai 2009 à la Télévision de Radio-Canada ; en France entre le 6 décembre 2001 et le 23 avril 2006 sur Jimmy, sur Canal+ (les deux premières saisons), à partir du 9 septembre 2004 sur France 2 (les trois premières saisons) et à partir du 23 septembre 2006 sur France 4 (les cinq saisons) ; en Belgique sur Plug TV et Be TV et en Suisse sur la TSR.

## Synopsis
À Los Angeles, la famille Fisher est à la tête d'une société de pompes funèbres Fisher & Fils, fondée par le père de famille, Nathaniel Fisher. À la mort de ce dernier, ses deux fils, Nathaniel Jr., qui a toujours dit ne jamais vouloir prendre la suite de son père, et David, l'introverti, reprennent l'entreprise familiale dont ils viennent d'hériter. Claire, la benjamine de la famille, s'efforce de trouver sa voie et leur mère Ruth, doit assumer son rôle de femme.

## Distribution

### Acteurs principaux
- Peter Krause (VF : Guillaume Orsat) : Nathaniel « Nate » Samuel Fisher, Jr.
- Michael C. Hall (VF : Emmanuel Curtil) : David James Fisher
- Frances Conroy (VF : Anne Rochant) : Ruth O'Connor-Fisher
- Lauren Ambrose (VF : Barbara Kelsch) : Claire Simone Fisher
- Rachel Griffiths (VF : Anne Massoteau) : Brenda Chenowith
- Jeremy Sisto (VF : Maurice Decoster) : William « Billy » Chenowith
- Freddy Rodríguez (VF : Emmanuel Garijo) : Hector Federico « Rico » Díaz
- Justina Machado (VF : Fatiha Chriette) : Vanessa Díaz
- Mathew St. Patrick (VF : Jean-Louis Faure) : Keith Dwayne Charles
- Richard Jenkins (VF : Michel Derain) : Nathaniel Samuel Fisher, Sr.
- Lili Taylor (VF : Brigitte Berges) : Lisa Kimmel-Fisher (à partir de la saison 2)
- Brenna et Bronwyn Tosh : Maya Fisher (à partir de la saison 3)
- James Cromwell (VF : Michel Ruhl) : George Sibley (à partir de la saison 3)
- Tina Holmes (VF : Cécile Musitelli) : Maggie Sibley (à partir de la saison 4)

### Acteurs récurrents
- Eric Balfour (VF : Franck Monsigny) : Gabriel « Gabe » Dimas (saisons 1 et 2)
- Joanna Cassidy (VF : Catherine Davenier) : Margaret Chenowith
- Robert Foxworth (VF : Philippe Catoire) : Bernard Asa Chenowith (saisons 1, 2 et 3)
- Ed O'Ross (VF : Thierry Murzeau) : Nikolaï (saisons 1, 2 et 5)
- Garrison Hershberger (VF : Philippe Valmont) : Matthew Gilardi (saisons 1 et 2)
- Ed Begley Jr. (VF : Gabriel Le Doze) : Hiram (saisons 1 et 5)
- Marina Black (VF : Laura Préjean) : Parker MacKenna (saisons 1 et 2)
- Tim Maculan (en) (VF : Bernard Demory) : père Jack
- Patricia Clarkson (VF : Clara Borras) : Sarah O'Connor (à partir de la saison 2)
- Kathy Bates (VF : Denise Metmer) : Bettina (à partir de la saison 3)
- Peter Macdissi (en) (VF : Bernard Bollet) : Olivier Castro-Staal (à partir de la saison 3)
- Ben Foster (VF : Alexandre Gillet) : Russel Corwin (à partir de la saison 3)
- Rainn Wilson (VF : Thierry Bourdon) : Arthur Martin (à partir de la saison 3)
- Sprague Grayden (VF : Véronique Alycia) : Anita Miller (à partir de la saison 4)
- Mena Suvari (VF : Edwige Lemoine) : Edie (saison 4)
- Michelle Trachtenberg : Celeste (saison 4)
- Chris Messina (VF : Guillaume Clayssen) : Ted Fairwell (saison 5)
- Idalis DeLeón (en) (VF : Ariane Deviègue) : Sophia "Infinity"
- Anne Ramsay (VF : Isabelle Langlois) : Jackie Feldman (saison 5)

 Source et légende : version française (VF) sur RS Doublage

## Produits dérivés

### Ouvrage
- Tristan Garcia - Six Feet Under. Nos vies sans destin, PUF, Septembre 2012  (ISBN 978-2-13-059421-5)

### Musique
La bande originale de la série se compose de deux volumes. Le premier volume, Six Feet Under: Music From The HBO Original Series, est sorti en 2002 et contient dix-sept titres de genres éclectiques (la dix-septième piste est un bonus caché).
Liste des morceaux :
1. Six Feet Under Title Theme - Thomas Newman
2. Heaven - Lamb
3. Deep Down & Dirty - Stereo MC's
4. I Love Being Here With You - Peggy Lee
5. One Time Too Many - PJ Harvey
6. Squares - The Beta Band
7. Distractions - Zero 7
8. Inspiration/Information - Shuggie Otis
9. Pure & Easy - The Dining Rooms
10. Let's Go Out Tonight - Craig Armstrong (avec Paul Buchanan)
11. Spooky - Classics IV
12. Bohemian Like You - The Dandy Warhols
13. Mis Dos Pequenas - Orlando Cachaito Lopez
14. Waiting (Tom Lord-Alge Remix) - Devlins
15. Six Feet Under Title Theme (Rae & Christian Remix) - Thomas Newman
16. Six Feet Under Title Theme (Photek Remix) - Thomas Newman
17. Yummy Yummy Yummy - Julie London

Le deuxième volume est sorti en France le 8 juin 2005 sous le titre Six Feet Under Vol.2 - Everything ends. On y retrouve plusieurs succès pop rock de l'année 2004.
Liste des morceaux :
1. Feelin' Good - Nina Simone
2. Amazing Life - Jem
3. Everything Is Everything - Phoenix
4. A Rush Of Blood To The Head - Coldplay
5. Breathe Me - Sia
6. Lucky - Radiohead
7. Time Is On My Side - Irma Thomas
8. Angajou (The Latin Project Remix) - Bebel Gilberto
9. Direction - Interpol
10. Don't Fear The Reaper - Caesars
11. Transatlanticism - Death Cab For Cutie
12. Cold Wind - Arcade Fire
13. Lonely Little Petunia - Imogen Heap

Toutes les œuvres musicales entendues dans Six Feet Under ne sont pas compilées. Ainsi, All Apologies de Nirvana (qui conclut le dixième épisode de la cinquième saison) et I Just Want To Celebrate (Mocean Worker remix) de Rare Earth n'apparaissent sur aucun des deux albums officiels de la série : le guide des épisodes sur le site officiel de la série détaille toutes les musiques utilisées pour chaque épisode.
Par-delà les musiques utilisées, en compositions arrangées, montées, coupées afin de correspondre à la durée de la séquence et à la nature des images choisies, se tient, tout au long de la série, une bande sonore des plus complètes. Le thème d'ouverture est composé par Thomas Newman. Seul le générique l'est. Toutes les autres ambiances qui sont toujours structurées par un piano, violon ou violoncelle, au minimum, emportant des rappels de clarinette sont la création de Richard Marvin et non de Thomas Newman.

### DVD
- Six Feet Under - Saison 1 (1er janvier 2006) (ASIN B000K7UDCS)
- Six Feet Under - Saison 2 (1er janvier 2006) (ASIN B000K7UCTM)
- Six Feet Under - Saison 3 (1er janvier 2006) (ASIN B000K7UD0U)
- Six Feet Under - Saison 4 (1er janvier 2006) (ASIN B000K7UD78)
- Six Feet Under - Saison 5 (17 mai 2006) (ASIN B000EHQSBO)
- Six Feet Under - L'intégrale (8 novembre 2006) (ASIN B000IOLZ98)
- Six Feet Under - L'intégrale de la série (27 mai 2009) (ASIN B002698EW4)

## Critiques et récompenses
La série a reçu de très bonnes critiques de la part du Hollywood Reporter, de Variety, et du New York Times. Elle a également reçu plusieurs récompenses, notamment trois Golden Globes et neuf Emmy Awards.

## Récompenses
- Emmy Award 2002 : Meilleur réalisateur de série dramatique pour Alan Ball
- Emmy Award 2002 : Meilleur casting pour une série dramatique
- Emmy Award 2002 : Meilleurs maquillages pour l’épisode Intimité (A Private Life)
- Emmy Award 2002 : Meilleur thème musical pour Thomas Newman
- Emmy Award 2002 : Meilleur générique
- Emmy Award 2002 : Meilleure participation d’actrice pour Patricia Clarkson
- Golden Globe 2002 : Meilleure actrice dans un second rôle pour Rachel Griffiths
- Golden Globe 2002 : Meilleure Série Dramatique
- Emmy Award 2003 : Meilleur casting pour une série dramatique
- Golden Globe 2004 : Meilleure actrice dans une série dramatique pour Frances Conroy